# Троцьцяки
Троцьцяки (біл. Трацьцякі) — село в складі Берестовицького району Гродненської області, Білорусь. Село підпорядковане Олекшицькій сільській раді, розташоване у західній частині області.